# 寺田縉太郎
寺田 縉太郎（てらだ しんたろう、1937年（昭和12年）4月9日 - ）は、日本の実業家。BPカストロール名誉会長。ペトロルブ・インターナショナル名誉会長。曽祖父は浅野財閥の創始者・浅野総一郎。Sansan創業者兼代表取締役社長の寺田親弘は三男。

## 経歴
東京都出身。富士産業会長を務めた寺田統一郎の長男として誕生。戦時中は岐阜県揖斐郡に集団疎開を経験した。
1961年（昭和36年）慶応義塾大学経済学部卒業、同年日本石油に勤務。1978年（昭和53年）9月ペトロルブ・インターナショナルを設立し、社長、会長、名誉会長を歴任。

## 人物
名前の「縉」は中国のめでたい席に必ず飾る赤い絹を指し、縁起のよい意味をとって名が付けられた。
趣味はゴルフ、読書、陶芸。柔道は6段の腕前。宗教は日蓮宗。

## 家族

### 寺田家
- 祖父・洪一（1870年（明治3年）9月15日生） 
徳島県平民、藤井嘉久蔵の長男として生まれる[6]。1901年（明治34年）10月寺田忠兵衛の養子となる[6]。浅野総一郎経営の石油部に入り重用され、地方支店長を経て北越油漕部の支配人となる[6]。中外石油アスファルト（現：NIPPO）や日本天然瓦斯各取締役を歴任[6]。
- 祖母・やす（1880年（明治13年）9月生） 
浅野総一郎の庶子[6]。
- 父・統一郎（1906年（明治39年）1月12日生） 
慶応義塾大学経済学部卒[3]。日本石油元社員[3]。富士産業元会長[3]。
- 母・志津子（1907年（明治40年）3月19日生）
神戸女学院卒[3]。父は播磨採鉄元取締役の伊藤秀吉[3][7]。兄は大鉄工業元社長の伊藤五朗[3]。
- 姉・紘子（1936年（昭和11年）3月6日生） 
山脇学園短期大学卒[3]。山田洋夫の妻[3]。
- 妹・純子（1942年（昭和17年）9月19日生）
立教女学院卒[3]。加藤景の妻[3]。
- 妻・和子（1942年（昭和17年）7月14日生） 
慶應義塾大学文学部卒[1][3]。父は医学博士で佐田病院長や初代福岡県医師会長を務めた佐田正人[3][8]。
- 長男・明生（1968年（昭和43年）7月15日生）[1]
- 次男・武史（1971年（昭和46年）9月1日生）[1]
虚血性心不全で26歳で急逝[9]。
- 三男・親弘（1976年（昭和51年）12月29日生） 
慶應義塾大学環境情報学部卒[1]。三井物産元社員[1]。Sansan創業者兼代表取締役社長。

### 親戚
- 義伯父・青盛忠雄（1893年（明治26年）10月20日生）
東京帝国大学法学部政治学科卒[10]。元仙台鉄道局長、運輸審議会元会長[10]。父は呉市会元議員の青盛喜一郎。伯母（父・統一郎の姉）・喜多子の夫[10]。
- 義叔父・真壁喜三郎（1902年（明治35年）9月20日生） 
東京商科大学卒[11]。麒麟麦酒元専務[11]。叔母（父・統一郎の妹）・寿栄子の夫[11]。養子は米内山震作の三男・拓也（東京銀行元勤務）[11]。